# 鈴木俊一 (東京都知事)
鈴木 俊一（すずき しゅんいち、1910年〈明治43年〉11月6日 - 2010年〈平成22年〉5月14日）は、日本の政治家、内務・自治官僚。位階は正三位。東京都名誉都民、北京市栄誉市民。
第9・10・11・12代東京都知事、東京都副知事、第2次岸内閣内閣官房副長官、自治事務次官等を歴任した。

## 来歴

### 生い立ち
1910年11月6日、東京府北多摩郡中神村（現・昭島市）に生まれる。父の鈴木俊雄は東京高等蚕糸学校を卒業し東京府蚕糸試験場の技師を務めた。妻の敦は内務省神社局長や警視総監を歴任した石田馨の長女である。長男の鈴木紘一は化学者で東京大学名誉教授、次男の鈴木悠二は元日本興業銀行常務であった。
山形県西村山郡七軒村（現・大江町）出身の父のもと東京府北多摩郡中神村で生まれ育った。母は東京府南多摩郡大蔵村（現・東京都町田市）の名家の出で、俊一の外祖父の中溝五郎は鶴川村（現・町田市）の村長をつとめた。俊一の曾祖父の中溝昌弘は神奈川県議会議長。親類には自由民権運動家の中溝昌孝や、近衛文麿直系の反共テロリスト中溝多摩吉（防共護国団）などがいた。独文学者で東京帝大教授の青木昌吉（旧姓・中溝）は中溝昌弘の長男にあたる。

### 官僚として
東京府立第二中学校、三高、東京帝国大学法学部政治学科を卒業し、1933年に内務省へ入省する。入省同期に富樫総一元労働事務次官など。1947年12月31日の内務省分割後は地方自治庁に配属され、1950年から1952年7月まで地方自治庁次長、1952年8月から1957年7月まで自治庁次長、1957年8月から1958年まで自治事務次官をそれぞれ務め、事務次官在任期間としては戦後最長の8年間だった。地方自治法をはじめとする地方財政法、自治大学校設置法、地方公営企業法、地方税法、公職選挙法などの地方自治関連法や東京都の制度成立に尽力した。
1958年（昭和33年）6月、第2次岸内閣で内閣官房副長官（事務担当）に就任し、岸信介首相を支える。6月17日より憲法調査会幹事を兼務。翌1959年（昭和34年）6月12日、東龍太郎東京都知事の下、東京都副知事に就任し、1967年（昭和42年）まで務める。東は医学者出身で行政にはあまり詳しくなかったため、1964年東京オリンピックの開催を中心にした開発計画をまとめるなど、高度経済成長期の都政の実務は事実上副知事の鈴木が取りしきり、「東副知事・鈴木知事」などと揶揄されることもあった。
東は1967年（昭和42年）に3選不出馬を表明。鈴木は自由民主党から都知事選への立候補がほぼ決まりかけていたが、革新陣営が知名度の高い美濃部亮吉を擁立したため、実現しなかった。自民党は民社党が擁立した立教大学の松下正寿総長を推薦したが、日本社会党・日本共産党推薦の美濃部に敗れた。
東京都副知事退任後、日本万国博覧会事務総長を務め、大阪万博に携わった。また、首都高速道路公団理事長にも就任した。

### 東京都知事在任
1979年東京都知事選挙に自民・公明・民社・新自由クラブ4党推薦で出馬し、3期で勇退する美濃部知事の事実上の後継者であった社共推薦の太田薫総評議長、無所属の麻生良方らを破り、初当選。革新陣営から都政を奪還する。以後、1995年（平成7年）4月まで、4期16年の長きにわたり東京都知事を務めた。
都知事就任後、鈴木が最初に直面した課題は前任の美濃部が残した膨大な財政赤字の解消だった。鈴木は老人医療費の無料化を廃止するなど、美濃部革新都政の目玉政策だった福祉の大幅な削減や都職員の給与引き下げにより、2期目には都の財政の黒字化を成し遂げる。のちに長野県知事を務めた田中康夫は、黒字化を達成するためには相応のことが必要であるにもかかわらず、鈴木の行財政改革についてほとんど批判を見聞きしないことから鈴木都政に関心を持ち、週刊文春での連載「トーキョー大沈入」でも取り上げている。当時は3期目で70代の後半になっていたが、中曽根康弘首相の余暇の過ごし方を聞いた鈴木の秘書がどうすればスケジュールが空けられるか嘆くほどの仕事ぶりだったという。のちの1991年東京都知事選挙のさなかに建設が進められていた新宿区の東京都庁舎が華美過ぎるとの批判を鈴木が受けていた時期にも、田中は鈴木を擁護している。
しかし3期目以降、都庁舎の丸ノ内から新宿への移転をはじめ、東京国際フォーラム、江戸東京博物館、東京臨海副都心の開発に代表される箱物行政の推進で多額の起債を発行した結果、都の財政は再び赤字に転じ、美濃部革新都政下の水準にまで悪化した。
1991年東京都知事選挙に際しては、自民党は小沢一郎幹事長の主導により4選を目指す鈴木を推薦せず、元NHK記者の磯村尚徳を擁立する。当時、自民党は参議院で過半数を割り込んでおり、ねじれ国会の運営を円滑に進めるためには、公明党の協力が不可欠であったが、当時自党に80歳定年制のルールを敷いていた公明党が当時80歳の鈴木の推薦に難色を示したため、利害が一致した自民・公明2党は磯村の擁立を強行し、民社党本部も磯村を推薦する。
しかし、鈴木都政を支えてきた粕谷茂ら自民党東京都連の幹部は、党執行部による一方的な決定に猛反発し、鈴木も自民・民社都連の推薦で4選出馬を決断する。また鈴木は田英夫ら、中道・リベラル派からの支持も受け、首都・東京の知事を選ぶ選挙戦で党本部・都連が別々の候補者を推薦する異例の事態に発展した。都知事選には鈴木、磯村、日本共産党推薦の畑田重夫、日本社会党推薦の大原光憲のほか、無所属の内田裕也、浜田マキ子、中松義郎ら泡沫候補が次々に出馬し、総勢16人で争われた。鈴木は高齢批判に対して有権者の前で立位体前屈をして見せて若さをアピールし、磯村は銭湯で高齢者の背中を流す、なりふりかまわぬパフォーマンス合戦が繰り広げられたが、結果、反鈴木票の分散に乗じて鈴木が4選を果たし、磯村擁立を主導した小沢一郎は幹事長を辞任に追い込まれた。選挙後、東京都議会では日本社会党が知事与党に加わり、4期目は事実上のオール与党体制で都政運営を行った。
4期目では1991年1月に郵政省から東京都域のUHFテレビ放送用として新チャンネルが割り当てられたことを受け、東京商工会議所などと共同で東京メトロポリタンテレビジョン（TOKYO MX）を設立。開局に向けた調整などにあたった。しかし、このころに発生したバブル崩壊の影響もあり、鈴木都政4期目で財政はさらに悪化。鈴木が5選不出馬を表明した1995年東京都知事選挙では、ながらく内閣官房副長官を務めた石原信雄が鈴木都政の継承を訴え出馬したが、経営コンサルタントの大前研一や前出雲市長の岩國哲人、社会党を離党した元衆議院議員の上田哲、前参議院議員の青島幸男ら有力候補が次々に立候補。反権力、リベラルなイメージの強い青島が、元エリート官僚の石原らを破り、圧勝した。鈴木が4期目に開催を計画していた世界都市博覧会は1995年（平成7年）の都知事選で争点化し、後任の青島知事により中止が決定された。鈴木は同年起きた地下鉄サリン事件を引き合いに出し、「都政にサリンをばら撒かれたようだ」と発言し、各方面から非難を受けた。

### 晩年
2008年（平成20年）、第2回後藤新平賞を受賞。9月11日の授賞式では車いす姿でスピーチし、元気な姿を見せた。
2010年（平成22年）5月14日、杉並区永福の自宅で死去。99歳没。青島幸男の後任の都知事である石原慎太郎が5月21日の記者会見で鈴木の死去に言及し、鈴木を「地方自治の巨星」と高く評価した。
なお、平成時代に東京都知事を務めた人物で国会議員を経験していないのは鈴木が唯一である。

## 年譜
- 1933年（昭和8年）：東京帝国大学法学部政治学科卒業。内務省に入省、地方局に配属。12月、兵役（1934年（昭和9年）12月、地方局に戻る）
- 1937年（昭和12年）：埼玉社会課長、福島警察課長、長崎水産課長
- 1938年（昭和13年）：内務省行政課事務官、選挙法改正を行う。9月、召集を受け中国山東省に出征
- 1941年（昭和16年）：除隊。内務省地方局内務事務官として復帰。統制経済のもと、全国で米その他の供出増産指導を行う。また東京府と東京市とを一体化し東京都を制定
- 1944年（昭和19年）：内閣参事官（上司に岸信介と関わりの深いとされる迫水久常がいた）
- 1945年（昭和20年）：内務省地方局臨時業務課長。8月、行政課長
- 1947年（昭和22年）：GHQによって内務省解体
- 1948年（昭和23年）：総理庁内事局庶務課長
- 1949年（昭和24年）：地方自治庁連絡行政部長。12月、財政部長
- 1950年（昭和25年）：地方自治庁次長（在任中に自治事務次官（自治庁）改称し、1958年（昭和33年）まで在任）
- 1958年（昭和33年）：第2次岸内閣で内閣官房副長官（長官は赤城宗徳）
- 1959年（昭和34年）：東龍太郎都知事の下で副知事を務める（ - 1967年（昭和42年））。東知事の下で東京オリンピック開催に尽力
- 1960年（昭和35年）：企画室設置（企画立案を一本化）。新宿副都心建設公社設立、副知事兼務で理事長に就任。首都圏整備局設置（計画部門を一体化）
- 1961年（昭和36年）：新都市建設公社設立（多摩ニュータウン開発のための公社）。東京湾改訂港湾計画（2440haの東京湾埋め立て計画）を推進
- 1964年（昭和39年）：東京オリンピック開催
- 1967年（昭和42年）：東京都知事選に自民党から一時擁立の話が持ち上がるが固辞（東京問題から離れる）、日本万国博覧会協会事務総長に就任。
- 1970年（昭和45年）：日本万国博覧会
- 1971年（昭和46年）：首都高速道路公団理事長に就任。以後8年間、3、4号線（それぞれ東名高速、中央道に接続）などの整備を推進
- 1978年（昭和53年）：自治次官時代に自らが設置した機関である公営企業金融公庫の総裁に就任
- 1979年（昭和54年）：都知事選に自民党・公明党・民社党推薦で立候補、社会党・共産党推薦の太田薫元日本労働組合総評議会議長と無所属の麻生良方前衆議院議員を破り当選
- 1983年（昭和58年）：自民・公明・民社・新自由クラブの4党推薦で出馬、社会・共産2党推薦の松岡英夫を破り再選
- 1987年（昭和62年）：自民・公明・民社の推薦で出馬、社会党推薦の和田静夫元参議院議員、共産党推薦の畑田重夫を破り3選
- 1991年（平成3年）：自民・民社都連の推薦で出馬、元NHKアナウンサーで自民・公明・民社3党推薦の磯村尚徳、社会党推薦の大原光憲中央大学教授、共産党推薦の畑田重夫らを破り4選
- 1995年（平成7年）：東京都知事選に出馬せず、4期16年で退任
- 2008年（平成20年）：第2回後藤新平賞（後藤新平の会主催）受賞
- 2010年（平成22年）5月14日：99歳で死去

## その他の役職
- 東京都日中友好協会名誉顧問[2]
- 大相撲横綱審議委員会委員
- 日本会議代表委員

## 著書
- 『新地方議会の運営 都道府県市町村議会』1948年 時事通信社
- 『地方自治制度』（公務員選書・第4）1950年 学陽書房
- 『アメリカ地方自治百話』地方財務協会 1951年
- 『地方公務員法の解説』時事通信社出版局 1951年
- 『新地方自治制度』（全訂版）（公務員選書・第4）1961年 学陽書房
- 『東京の明日を拓く 東京都知事鈴木俊一発言集』1982年 ぎょうせい
- 『私の履歴書』日経事業出版社、1982年11月。NDLJP:12191135。
- 『世界都市東京を語る』1986年 ぎょうせい ISBN 4-324-00603-2
- 『東京・21世紀への飛翔』1990年 ぎょうせい ISBN 4-324-02478-2
- 『地球時代の首都経営』1994年 ぎょうせい ISBN 4-324-04311-6
- 『回想・地方自治五十年』1997年 ぎょうせい ISBN 4-324-05326-X
- 『官を生きる　鈴木俊一回顧録』（政策研究院政策情報プロジェクト監修）1999年 都市出版　ISBN 4-924831-88-3
- 『鈴木俊一著作集』全7巻、立田清士編、良書普及会、2001年

第1巻 (論説 1)
第2巻 (論説 2)
第3巻 (講演 1)
第4巻 (講演2・挨拶)
第5巻 (座談会)
第6巻 (対談・インタヴュ)
第7巻 (皇室・巻頭言,随想・雑さん)

### 共著
- 『實例判例挿入地方自治法講義』（金丸三郎との共著（講述））1947年 東光出版社
- 『多摩ルネサンスの提言 産・学・官・民交流による多摩ルネサンス・シンポジウム'86の記録』

（多摩川流域テクノルネサンス研究協会／編・共著）1987年 自治日報社 ISBN 4-915211-08-8
- 『国づくり　ロングインタビュー』〔読売ぶっくれっとno.47 時代の証言者7）

（下河辺淳／著・鈴木俊一／述）2005年 読売新聞東京本社 ISBN 4-643-05020-9
ほか多数